# Trichoniscoides calcaris
Trichoniscoides calcaris là một loài chân đều trong họ Trichoniscidae. Loài này được Cruz & Dalens miêu tả khoa học năm 1990.